# الکسیوکا، چوی
الکسیوکا (به لاتین: Alekseyevka) یک منطقهٔ مسکونی در قرقیزستان است که در Jaiyl District واقع شده‌است. الکسیوکا ۵٬۷۳۰ نفر جمعیت دارد.